# Нетцер, Алон
Алон Нетцер (ивр. אלון נצר‎; 2 июня 1993, Герцлия, Израиль) — израильский футболист, защитник.

## Карьера
На профессиональном уровне дебютировал в 2014 году, отыграв два матча за «Хапоэль Ирони Нир» в чемпионате Израиля. По итогам сезона 2013/2014 клуб вылетел из высшей лиги и следующие два сезона игрок провёл во втором дивизионе. В 2016 году в качестве свободного агента перешёл в клуб высшей лиги Румынии «Тыргу-Муреш». 25 сентября 2016 года дебютировал за команду в чемпионате, отыграв весь матч против «Поли Тимишоара». В феврале 2017 года перебрался в ирландский «Дерри Сити», однако не провёл за команду ни одного матча и в мае того же года покинул клуб. 15 сентября 2017 года подписал контракт с клубом чемпионата Литвы «Тракай».